# 喚起
| ウィキペディアには「喚起」という見出しの百科事典記事はありません（タイトルに「喚起」を含むページの一覧/「喚起」で始まるページの一覧）。 代わりにウィクショナリーのページ「喚起」が役に立つかもしれません。 |